# Saint-Loup-en-Champagne
Saint-Loup-en-Champagne település Franciaországban, Ardennes megyében. Lakosainak száma 340 fő (2022. január 1.). Saint-Loup-en-Champagne Aire, Avançon, Bergnicourt, Blanzy-la-Salonnaise, L’Écaille, Roizy és Tagnon községekkel határos.

## Népesség
A település népessége az elmúlt években az alábbi módon változott:
| Lakosok száma | 232  | 220  | 217  | 243  | 226  | 285  | 323  | 344  | 343  | 340  |
|               | 1968 | 1982 | 1990 | 2006 | 2013 | 2015 | 2017 | 2019 | 2020 | 2022 |